# Minha Experiência em Brasília
Minha experiência em Brasília é um livro do arquiteto Oscar Niemeyer, publicado em 1961, pela Vitória Editorial.
O livro é referência histórica na bibliografia brasileira sobre a construção de Brasília. Em 1961, com Brasília ainda fresca, o texto fala sobre a energia, o idealismo e humanismo ao construir a cidade em apenas três anos. Niemeyer explica o partido arquitetônico e a nova Arquitetura de suas obras.

## Edições
Após o golpe de 1964, o livro entrou para a lista do governo militar e saiu de circulação. Com declínio do poderio militar, em 1980, foi reeditado pela Avenir Editora, atualmente encontra-se na 4ª edição, pela editora REVAN, sob ISBN 8571063389.
Foi editado na França, Mon experience à Brasilia, pela Forces Vives, Paris, 1963, tradução de Jean Petit; em Cuba, Mi experiencia en Brasília, pela  Casa de las Americas, 1963 e na Rússia, Moi op’it stroitel’stva Brazilia, Inostrannoi Literatur, Moscou, 1976.